# Alfred Marchot
Alfred Marchot (* 31. Januar 1861 in Lüttich; † 18. Juni 1939 in Sint-Genesius-Rode) war ein belgischer Violinist, Pianist, Komponist und Musikpädagoge. Alfred Marchot war ein enger Mitarbeiter des belgischen Violinisten und Komponisten  Eugène Ysaÿe.

## Leben und Werk
Marchot war Schüler von Eugène Ysaÿe am Lütticher Konservatorium. 1894 wurde er Ysaÿes Assistent am Königlichen Konservatorium Brüssel. Er begleitete Ysaÿe als Pianist. Er leitete das Streichquartett, das das Quatuor Ysaÿe vertrat, wenn Ysaÿe sich als Solist oder Mitglied des Quatuor Ysaÿe auf Konzertreisen befand. Ab 1899 spielte Alfred Marchot die zweite Geige in der letzten Bestehensphase des Quatuor Ysaÿe.
Zu den bekannten Schülern von Marchot zählen die Katalanen Joan Massià und Francesc Costa, der französisch-peruanische Violinist Andrés Sás Orchassal und der singapurische Geiger Goh Soon Tioe (1911–1982).
Alfred Marchot war auch als Komponist aktiv und schrieb impressionistisch-romantische Werke wie das Nocturne pour flûte et piano ou orchestre.

## Werke von Alfred Marchot
- Berceuse
- Cadence pour le Concerto Pour Violon de Brahms
- Chanson Tendre
- Etude de Concert N° 1
- Etude de Concert N° 2
- Nocturne pour flûte et piano ou orchestre
- Regrets
- Rêve d'Enfant
- Sonate[5]